# كارلا مورو
كارلا مورو (بالإنجليزية: Carla Morrow)‏ هي رسامة أمريكية، ولدت في 1981.